# Ghulat
I ghulāt (in arabo غلاة‎?) sono letteralmente, secondo il pensiero islamico, gli "estremisti". La forma aggettivale ghuluww (in arabo ﻏﻠﻮ‎?) è un termine impiegato nella teologia islamica, tanto sunnita quanto sciita per descrivere alcune minoranze di matrice islamica sostenitrici di punti di vista teologici fortemente in contrasto col pensiero rispettivamente del sunnismo e dello sciismo.
Si applica quindi a coloro che, ad esempio, estendono caratteristiche divine o quasi-divine a esseri umani, quand'anche di notevole spicco quali il profeta Maometto o suo cugino e genero 'Ali ibn Abi Talib.
Nei periodi relativamente più recenti, il termine è stato impiegato per descrivere in ambito sciita ogni diramazione non accettata dall'Imamismo, dall'Ismailismo o dallo Zaydismo.
L'equazione estremismo-esagerazione deriva da uno dei momenti più significativi del pensiero islamico, propugnatore della "via mediana" tra opposte concezioni, una sorta di virtuosa aurea mediocritas che fa rifuggire come estranea all'Islam e all'esempio sempre dato dal suo "profeta ultimo", Maometto, di ogni forma di radicalismo di pensiero e comportamentale.

## Storia
Tradizionalmente il primo uomo a essere considerato ghāli (sing. di ghulāt) fu 'Abd Allah ibn Saba',  i cui seguaci furono considerati facenti parte della cosiddetta Saba'iyya, il quale avrebbe negato la morte di 'Ali ibn Abi Talib e che avrebbe predicato il suo imminente ritorno (rajʿ) nel mondo visibile. Anche i sostenitori della  Ghayba (occultamento), o assenza nel mondo visibile degli Imam per restaurare, in veste di Mahdi, la giustizia e la purezza presunta del primo Islam, furono considerati dai sunniti ghulāt. Altre posizioni che sembra fossero considerate ghuluww dai primi teorici dell'Islam furono la condanna pubblica (sabb) dei primi due Califfi, Abū Bakr e Umar, in quanto "usurpatori" del diritto di ʿAlī (poi quarto Califfo) alla successione politica e spirituale di Maometto (khilāfa). Ancor più furono considerati ghulāt quanti credevano che ogni Imam fosse infallibile (maʿṣūm).
In periodo più recenti, la stragrande maggioranza degli sciiti, specialmente i Duodecimani, hanno identificato tre atti come "estremismo" (ghuluww). Tali atti di eresia sono: la pretesa che Allah talvolta prende dimora nei corpi degli Imam (ḥulūl),la fede nella metempsicosi (tanāsukh) e il considerare la Legge islamica come non vincolante (ibāḥa), concezione simile all'antinomismo.